# اوکا
اوکا (به لاتین: Awka) یک شهر در نیجریه است که در ایالت انامبرا واقع شده‌است.

## خصوصیات
hوکا ۳۰۱٬۶۵۷ نفر جمعیت دارد.